# Кукута (Алба)
Кукута (рум. Cucuta) насеље је у Румунији у округу Алба у општини Черу-Бакаинци. Oпштина се налази на надморској висини од 355 m.

## Становништво
Према подацима из 2002. године у насељу је живело 43 становника, од којих су сви румунске националности.